# Coregonus pollan
Coregonus pollan es una especie de pez de la familia Salmonidae en el orden de los Salmoniformes.

## Morfología
Los machos pueden llegar alcanzar los 35 cm de largo total y 450 g de peso.

## Alimentación
Come invertebrados del fondo acuáticos y crustáceos semipelágicos ( Mysis relicta ).

## Distribución geográfica
Se encuentra en Europa: Irlanda.

## Longevidad
Vive hasta los 10 años.